# Al-Adiyat
Al-Adiyat “Os Corcéis” (do árabe: سورة العاديات) é a centésima sura do Alcorão e tem 11 ayats.